# De roden en de witten
De roden en de witten (Hongaars: Csillagosok, katonák, Russisch: Звёзды и солдаты, Zvozdy i soldaty, Nederlands: Sterren en soldaten) is een Hongaars-Russische dramafilm uit 1968 onder regie van Miklós Jancsó.

## Verhaal
De film speelt zich af in de steppen van Rusland tijdens de Burgeroorlog van 1918. De Witten en de Roden vechten er een oorlog uit tussen de heuvels van de Wolga. Het hele conflict wordt gezien vanuit het oogpunt van Hongaarse troepen die aan de zijde van het Rode Leger vechten. Zij zien de zinloosheid van deze strijd in.

## Rolverdeling
| Acteur                | Personage            |
| --------------------- | -------------------- |
| József Madaras        | Hongaarse commandant |
| Tibor Molnár          | András               |
| András Kozák          | Laszló               |
| Jácint Juhász         | István               |
| Anatoli Jabbarov      | Kapitein Tsjelpasov  |
| Sergej Nikonenko      | Kozakkenofficier     |
| Michail Kozakov       | Nestor               |
| Bolot Bejsjenaljev    | Tsjingiz             |
| Tatjana Konjoechova   | Jelizaveta           |
| Krystyna Mikolajewska | Olga                 |
| Viktor Avdjoesjko     | Matroos              |
| Gleb Strizjenov       | Kolonel              |
| Nikita Michalkov      | Officier Glazoenov   |